# Uredo cyclogena
Uredo cyclogena är en svampart som beskrevs av Speg. 1880. Uredo cyclogena ingår i släktet Uredo, ordningen Pucciniales, klassen Pucciniomycetes, divisionen basidiesvampar och riket svampar. Inga underarter finns listade i Catalogue of Life.